# Período de carencia
El periodo de carencia o período de espera es un término de Derecho contractual que indica un período de retraso o latencia.

## Prestaciones sociales
El período de espera es el período que transcurre entre la apertura de un derecho y el pago de los beneficios o prestaciones sociales correspondientes.
Por ejemplo para la seguridad social francesa, en caso de enfermedad, las asignaciones diarias para un empleado de derecho privado sólo se pagan a partir del cuarto día de baja por enfermedad. En Francia, durante este tiempo, el salario o parte del salario puede ser pagado por el empleador. Este tipo de período de espera para el seguro de salud fue atestiguado en 1900, por ejemplo en Suiza. Asimismo, el seguro de desempleo también calcula un período de espera obligatorio antes de que se pague la prestación por desempleo. Es de 7 días allí como mínimo.

## Derecho de seguros (actuarial)
En un contrato de seguro, el período de carencia es el tiempo mínimo que debe haber transcurrido desde el inicio del efecto de una póliza de seguro antes de poder beneficiarse de la garantía que ofrece. Es una forma de que la aseguradora se proteja de un asegurado, que sabiendo que el daño es seguro e inminente, contrataría un seguro para cubrirlo.
Por ejemplo, para el seguro de salud complementario, la garantía de reembolso de los aparatos dentales se puede rechazar si el tratamiento se lleva a cabo dentro de los primeros tres meses de la vida del contrato.

## Derecho del Trabajo
En la legislación laboral, el período de espera designa el período que debe transcurrir después de tener un contrato de trabajo termporal o de duración determinada (en Francia, denominado CDD) antes de poder volver a contratar a un empleado con el mismo tipo de contrato en ese mismo puesto. Por ejemplo, para un CDD que dure más de 14 días, el período de espera es igual a un tercio de la duración total del contrato anterior, incluidas, si corresponde, sus dos renovaciones. Es decir, el período de carencia en este caso es el período durante el cual el empleado no recibe ninguna remuneración.